# Love, Sandy
《Love, Sandy》是香港歌手林憶蓮第十八張錄音室專輯和第四張國語錄音室專輯，於1995年1月25日發行。
此專輯為林憶蓮締造了空前的銷售紀錄，僅在台灣就賣出80多萬張，在《金曲龍虎榜》總銷量榜上佔據10週冠軍和4週亞軍，總排行6週冠軍，全亞洲累計銷量更高達300萬張，成為她所有唱片之冠。
專輯曲風上均趨向抒情保守，與先前林憶蓮在粵語樂壇唱跳皆精的風格大相逕庭。專輯內多首曲目如〈傷痕〉、〈聽說愛情回來過〉、〈為你我受冷風吹〉等皆有著極高的傳唱度。

## 曲目
| 曲序     | 曲目           |                | 作曲           | 编曲           | 时长  |
| -------- | -------------- | -------------- | -------------- | -------------- | ----- |
| 1.       | 傷痕           | 李宗盛         | 李宗盛         | 周國儀         | 6:05  |
| 2.       | 這些那些       | 許常德         | 郭子           | 周國儀         | 4:25  |
| 3.       | 聽說愛情回來過 | 李偲菘         | 李偲菘         | 梁伯君         | 5:15  |
| 4.       | 知難不退       | 李宗盛         | 李伟菘         | 梁伯君         | 4:41  |
| 5.       | 有所謂         | 李宗盛、王中言 | 薛忠銘         | 周國儀、陳愛珍 | 4:31  |
| 6.       | 為你我受冷風吹 | 李宗盛         | 李宗盛         | 周國儀、陳愛珍 | 4:16  |
| 7.       | 愛不了多久     | 劉思銘         | 劉志宏         | 梁伯君         | 5:01  |
| 8.       | 不愛的理由     | 蘇春興         | 李偲菘、李偉菘 | 梁伯君         | 4:34  |
| 9.       | 影子情人       | 邢增華         | 黎沸揮         | 周國儀         | 4:53  |
| 10.      | 傷痕（演奏版） |                | 李宗盛         | 周國儀         | 6:05  |
| 总时长： | 总时长：       | 总时长：       | 总时长：       | 总时长：       | 50:18 |

备注：
- 〈傷痕〉另有推出粵語版〈勇敢〉，由周禮茂重新填詞，收錄於《感覺完美》。
- 〈不愛的理由〉是改編自李偲菘和李偉菘合唱的〈我是真的愛過你〉。
- 〈影子情人〉是翻唱自許美靜主唱的同名歌曲。

## 音樂錄影帶
| 曲目次序 | 歌名           | 連結                                    |
| -------- | -------------- | --------------------------------------- |
| 01       | 傷痕           | Youtube 官方連結 （页面存档备份，存于） |
| 02       | 這些那些       | Youtube 官方連結 （页面存档备份，存于） |
| 06       | 為你我受冷風吹 | Youtube 官方連結 （页面存档备份，存于） |

## 發行版本
- 台灣版CD
- 台灣版盒帶
- 新加坡版CD
- 日本版CD
- 日本壓片版黑膠

## 獎項
- 中華音樂人交流協會1995年度十大優良專輯
- 新加坡金曲獎最佳專輯

## 香港IFPI銷量成績
❶1995.03.09 10 林憶蓮 LOVE, SANDY
❷1995.03.16 10 林憶蓮 LOVE, SANDY